# Нургалієв Азат Малікович
Азат Нургалієв (каз. Азат Мәлікұлы Нұрғалиев, нар. 1 липня 1987, Шимкент) — казахський футболіст, що грав на позиції півзахисника.
Виступав, зокрема, за клуби «Тобол» (Костанай), «Ордабаси» та «Тобол» (Костанай), а також національну збірну Казахстану.
Дворазовий чемпіон Казахстану. Володар Суперкубка Казахстану.

## Клубна кар'єра
У дорослому футболі дебютував 2004 року виступами за команду «Ордабаси», в якій провів один сезон, взявши участь у 46 матчах чемпіонату. 
Своєю грою за цю команду привернув увагу представників тренерського штабу клубу «Тобол» (Костанай), до складу якого приєднався 2006 року. Відіграв за команду з Костаная наступні чотири сезони своєї ігрової кар'єри. Більшість часу, проведеного у складі костонайського «Тобола», був основним гравцем команди.
Згодом з 2011 по 2012 рік грав у складі команд «Ордабаси», «Жетису» та «Сункар».
2013 року повернувся до клубу «Ордабаси». Цього разу провів у складі його команди три сезони.  Граючи у складі «Ордабаси» також здебільшого виходив на поле в основному складі команди.
Протягом 2016—2017 років захищав кольори клубів «Астана» та «Ордабаси».
2018 року повернувся до клубу «Тобол» (Костанай), за який відіграв 3 сезони.  Тренерським штабом нового клубу також розглядався як гравець «основи». Завершив професійну кар'єру футболіста виступами за команду «Туран» (Туркестан) у 2022 році.

## Виступи за збірні
Протягом 2007–2008 років залучався до складу молодіжної збірної Казахстану. На молодіжному рівні зіграв у 7 офіційних матчах, забив 2 голи.
2009 року дебютував в офіційних матчах у складі національної збірної Казахстану.
Загалом протягом кар'єри в національній команді, яка тривала в 2009–2021 роках, провів у її формі 44 матчі, забивши 3 голи.
| Дата       | Місто               | Господарі          | Результат | Гості        | Турнір            | Голи | Примітки |
| ---------- | ------------------- | ------------------ | --------- | ------------ | ----------------- | ---- | -------- |
| 1-4-2009   | Алмати              | Казахстан          | 1 – 5     | Білорусь     | Відбір до ЧС 2010 | -    | 81'      |
| 9-9-2009   | Андорра-ла-Велья    | Андорра            | 1 – 3     | Казахстан    | Відбір до ЧС 2010 | -    | 87'      |
| 14-10-2009 | Астана              | Казахстан          | 1 – 2     | Хорватія     | Відбір до ЧС 2010 | -    | 1' 54'   |
| 3-3-2010   | Анталія             | Молдова            | 1 – 0     | Казахстан    | товариський матч  | -    |          |
| 11-8-2010  | Астана              | Казахстан          | 3 – 1     | Оман         | товариський матч  | -    |          |
| 3-9-2010   | Астана              | Казахстан          | 0 – 3     | Туреччина    | Відбір до ЧЄ 2012 | -    |          |
| 7-9-2010   | Вальс-Зіценгайм     | Австрія            | 2 – 0     | Казахстан    | Відбір до ЧЄ 2012 | -    | 46' 59'  |
| 8-10-2010  | Астана              | Казахстан          | 0 – 2     | Бельгія      | Відбір до ЧЄ 2012 | -    | 74'      |
| 12-10-2010 | Астана              | Казахстан          | 1 – 2     | Німеччина    | Відбір до ЧЄ 2012 | -    | 63'      |
| 9-2-2011   | Анталія             | Білорусь           | 1 – 1     | Казахстан    | товариський матч  | -    | 85'      |
| 26-3-2011  | Кайзерслаутерн      | Німеччина          | 4 – 0     | Казахстан    | Відбір до ЧЄ 2012 | -    | 60'      |
| 11-10-2011 | Астана              | Казахстан          | 0 – 0     | Австрія      | Відбір до ЧЄ 2012 | -    | 46'      |
| 12-10-2012 | Астана              | Казахстан          | 0 – 0     | Австрія      | Відбір до ЧС 2014 | -    | 86'      |
| 16-10-2012 | Відень              | Австрія            | 4 – 0     | Казахстан    | Відбір до ЧС 2014 | -    | 80' 83'  |
| 4-6-2013   | Алмати              | Казахстан          | 1 – 2     | Болгарія     | товариський матч  | -    | 46'      |
| 5-3-2014   | Аксу                | Литва              | 1 – 1     | Казахстан    | товариський матч  | -    | 71' 90'  |
| 12-8-2014  | Алмати              | Казахстан          | 2 – 1     | Таджикистан  | товариський матч  | -    | 65'      |
| 5-9-2014   | Астана              | Казахстан          | 7 – 1     | Киргизстан   | товариський матч  | 1    | 64'      |
| 9-9-2014   | Астана              | Казахстан          | 0 – 0     | Латвія       | Відбір до ЧЄ 2016 | -    | 82'      |
| 10-10-2014 | Амстердам           | Нідерланди         | 3 – 1     | Казахстан    | Відбір до ЧЄ 2016 | -    | 90'      |
| 13-10-2014 | Астана              | Казахстан          | 2 – 4     | Чехія        | Відбір до ЧЄ 2016 | -    | 70'      |
| 16-11-2014 | Стамбул             | Туреччина          | 3 – 1     | Казахстан    | Відбір до ЧЄ 2016 | -    | 82' 96'  |
| 18-2-2015  | Аксу                | Молдова            | 1 – 1     | Казахстан    | товариський матч  | -    | 74'      |
| 28-3-2015  | Астана              | Казахстан          | 0 – 3     | Ісландія     | Відбір до ЧЄ 2016 | -    | 55' 56'  |
| 12-5-2015  | Алмати              | Казахстан          | 0 – 0     | Буркіна-Фасо | товариський матч  | -    | 61'      |
| 10-10-2015 | Астана              | Казахстан          | 1 – 2     | Нідерланди   | Відбір до ЧЄ 2016 | -    | 81'      |
| 26-3-2016  | Анталія (провінція) | Азербайджан        | 0 – 0     | Казахстан    | товариський матч  | -    | 64'      |
| 29-3-2016  | Тбілісі             | Грузія             | 1 – 1     | Казахстан    | товариський матч  | 1    | 80'      |
| 7-6-2016   | Далянь              | КНР                | 0 – 1     | Казахстан    | товариський матч  | 1    | 60'      |
| 30-8-2016  | Бішкек              | Киргизстан         | 2 – 0     | Казахстан    | товариський матч  | -    | 46'      |
| 4-9-2016   | Астана              | Казахстан          | 2 – 2     | Польща       | Відбір до ЧС 2018 | -    | 69'      |
| 8-10-2016  | Подгориця           | Чорногорія         | 5 – 0     | Казахстан    | Відбір до ЧС 2018 | -    |          |
| 11-10-2016 | Астана              | Казахстан          | 0 – 0     | Румунія      | Відбір до ЧС 2018 | -    | 66'      |
| 22-3-2017  | Ларнака             | Кіпр               | 3 – 1     | Казахстан    | товариський матч  | -    | 89'      |
| 26-3-2017  | Єреван              | Вірменія           | 2 – 0     | Казахстан    | Відбір до ЧС 2018 | -    |          |
| 10-6-2017  | Алмати              | Казахстан          | 1 – 3     | Данія        | Відбір до ЧС 2018 | -    | 56'      |
| 1-9-2017   | Астана              | Казахстан          | 0 – 3     | Чорногорія   | Відбір до ЧС 2018 | -    | 21' 62'  |
| 5-10-2017  | Плоєшті             | Румунія            | 3 – 1     | Казахстан    | Відбір до ЧС 2018 | -    | 46'      |
| 8-10-2017  | Астана              | Казахстан          | 1 – 1     | Вірменія     | Відбір до ЧС 2018 | -    |          |
| 21-2-2019  | Анталія             | Казахстан          | 1 – 0     | Молдова      | товариський матч  | -    | кап. 66' |
| 28-3-2021  | Астана              | Казахстан          | 0 – 2     | Франція      | Відбір до ЧС 2022 | -    | кап. 83' |
| 31-3-2021  | Київ                | Україна            | 1 – 1     | Казахстан    | Відбір до ЧС 2022 | -    | кап. 87' |
| 4-6-2021   | Скоп'є              | Північна Македонія | 4 – 0     | Казахстан    | товариський матч  | -    | кап. 72' |
| 1-9-2021   | Астана              | Казахстан          | 2 – 2     | Україна      | Відбір до ЧС 2022 | -    | кап. 60' |
| Усього     |                     | Матчів             | 44        |              | Голів             | 3    |          |

## Титули і досягнення

### Командні
- Чемпіон Казахстану (2):

«Тобол» (Костанай): 2010
«Локомотив» (Астана): 2016
- Володар Суперкубка Казахстану (1):

«Тобол» (Костанай): 2021

### Особисті
- Кращий бомбардир Кубка Казахстану: 2014 (3 м'ячі)